# Anna Bloch
Anna Kirstine Bloch (född Lindemann), född 2 februari 1868, död 25 november 1953, var en dansk skådespelare. Hon var från 1887 gift med sceninstruktören professor William Bloch och svägerska till Oscar, Carl och Emil Bloch.
Bloch var 1885–1918 och 1922–1925 anställd vid Det kongelige Teater och har senare gästspelat på Betty Nansen Teatret. Bland hennes roller märks Hedvig i Vildanden, Anjutha i Mörkrets makt, Agda i Johan Ulfstjerna, Emily i Kära släkten samt lady Teazle i Skvallerskolan.
Bloch tilldelades 1930 Tagea Brandts rejselegat for kvinder. Samma år gav hon ut sina memoarer, Fra en anden tid.